# Franz Borghese
Franz Borghese (Roma, 21 gennaio 1941 – Roma, 16 dicembre 2005) è stato un pittore e scultore italiano, uno dei protagonisti della pittura italiana del secondo Novecento.
Nella sua opera rappresenta una borghesia di inizio secolo, con vena ironica e fantastica la quale, quanto è più tagliente e amara, tanto è più vicina e empatica alla debolezza umana, tramite un linguaggio e una poetica che si elevano a metafora universale.

## Biografia e opere
Franz Borghese, nasce a Roma il 21 gennaio del 1941, da Giacomo Borghese e Giovanna Senesi. Incomincia a dipingere durante gli anni di liceo artistico in via di Ripetta, dove insegnano Domenico Purificato, Giuseppe Capogrossi, Umberto Maganzini e Giulio Turcato. Nel 1964 fonda il Gruppo e l'omonima rivista “Il Ferro di Cavallo”.
Nel 1968, alla sua prima personale, espone il grande quadro In morte di Luther King. Nello stesso anno il suo dipinto Le ombre viene accettato ed esposto alla VI Rassegna d'Arti Figurative di Roma e del Lazio al Palazzo delle Esposizioni; la Pinacoteca Comunale di Roma acquista una sua opera.
A partire dal 1970, si affacciano nella sua pittura la satira e il sarcasmo: la pittura drammatica dai toni scuri e profondi viene abbandonata per lasciare il posto ai primi personaggi che indossano abiti e adottano gesti degli anni Dieci. Un nuovo linguaggio che evoca certamente più di un parallelo con George Grosz, Otto Dix, James Ensor, Mino Maccari e Heinrich Hoerle. Nel 1972 dedica i primi studi e disegni ai militari e al militarismo. Dipinge I ciechi.
Borghese è profondamente colpito da Bosch e Brughel, ai quali dedica Il concerto nell'uovo, La cura della follia, La nave dei folli, ma anche da Jaques Callot, da cui trae spunto per alcune originali soluzioni prospettiche. Ne I duchi ritroviamo Piero della Francesca. Ad Hogarth dedica i nove quadri ispirati a La carriera del libertino. Ancora lo interessano Goya, per le sue grandi composizioni corali e per il modo crudo di rappresentare la violenza, Grosz e Dix, certamente, per la rappresentazione tragica e graffiante della società. Tra i contemporanei apprezza sicuramente Longanesi e Maccari. 
Negli anni '70 Borghese conosce Salvatore Fiume, con il quale dipinge a quattro mani nel 1975, La condanna di Cristo.
Tra i principali temi nell'opera di Borghese ricordiamo, oltre a quelli sopra citati, i Coniugi, Partita a scacchi (essendone lui un abile e appassionato giocatore), Il fascino discreto della borghesia, Ritratto immaginario. Borghese realizza numerose incisioni (Gli orrendi misfatti di Phantomas, Viva la guerra) e acqueforti (Stultifera navis – La nave dei folli e altri fatti immaginari 1978), serigrafie e litografie.
Si dedica alla scultura a partire dagli anni '70, I nuovi animali domestici e Eduardo esce dal teatro, saranno le prime, seguite da Ufficiale e signora, Girotondo, La fotografia e La famiglia dell'ingegnere e nel 1984 realizza la scultura, Il fascino discreto.
Degli anni '80 sono le sculture, I trampoli e Il ritratto immaginario, la cartella di acqueforti Les amoureux – quattro acqueforti di Franz Borghese, il ciclo di dipinti La carriera del Libertino, rivisitando la serie di William Hogarth.
Del 1986 è la personale al Museo Nazionale di Castel Sant'Angelo.
La passione per il periodo storico di Napoleone, lo porta a scrivere e disegnare nel 1990 Waterloo, battaglia immaginaria .
Degli anni Novanta è il quadro di grandi dimensioni L'atelier del pittore o la vita è sogno (titolo provvisorio); ispirandosi alle ricerche di Cesare Lombroso, dà vita ai due cicli pittorici dedicati allo studio della figura umana, Il manuale della Fisiognomica, seguito poi da Appendice al manuale della Fisiognomica. Ancora di questi anni sono i primi studi per il ciclo Le macchine volanti.
Nel 1992 a Palazzo Braschi a Roma, viene presentata una mostra di tecniche miste su faesite e di disegni dal titolo Invenzioni e scoperte, ritratti immaginari e altro.
Del 1997 è la cartella di litografie Storie e misfatti del Governo Vecchio, omaggio al poeta G. G. Belli e le acqueforti della serie Tutti gli uomini del piano regolatore.
Nel dicembre 2005, poco tempo dopo la sua ultima mostra pubblica presso il Refettorio Quattrocentesco di Palazzo Venezia, muore a Roma nel suo studio di via della Seggiola.